# Mount Wexler
Mount Wexler är ett berg i Antarktis. Det ligger i Östantarktis. Nya Zeeland gör anspråk på området. Toppen på Mount Wexler är 4 022 meter över havet, eller 105 meter över den omgivande terrängen. Bredden vid basen är 0,72 km. Wexler ingår i Hughes Range.
Terrängen runt Mount Wexler är bergig åt nordost, men åt sydväst är den kuperad. Trakten är obefolkad. Det finns inga samhällen i närheten.